# العلاقات الجامايكية الكولومبية
العلاقات الجامايكية الكولومبية هي العلاقات الثنائية التي تجمع بين جامايكا وكولومبيا.

## مقارنة بين البلدين
هذه مقارنة عامة ومرجعية للدولتين:
| وجه المقارنة                                              | جامايكا       | كولومبيا        |
| --------------------------------------------------------- | ------------- | --------------- |
| المساحة (كم2)                                             | 10.99 ألف     | 1.14 مليون      |
| عدد السكان (نسمة)                                         | 2.95 مليون    | 49.07 مليون     |
| الكثافة السكانية (ن./كم²)                                 | 268.43        | 43.04           |
| العاصمة                                                   | كينغستون      | بوغوتا          |
| اللغة الرسمية                                             | لغة إنجليزية  | اللغة الإسبانية |
| العملة                                                    | دولار جامايكي | بيزو كولومبي    |
| الناتج المحلي الإجمالي (بليون دولار)                      | 14.77 مليار   | 309.19 مليار    |
| الناتج المحلي الإجمالي (تعادل القوة الشرائية) بليون دولار | 24.79 مليار   | 724.96 مليار    |
| الناتج المحلي الإجمالي الاسمي للفرد دولار أمريكي          | 5.23 ألف      | 7.60 ألف        |
| الناتج المحلي الإجمالي للفرد دولار أمريكي                 | 8.88 ألف      | 13.36 ألف       |
| مؤشر التنمية البشرية                                      | 0.719         | 0.720           |
| رمز المكالمات الدولي                                      | +1876         | +57             |
| رمز الإنترنت                                              | .jm           | .co             |
| المنطقة الزمنية                                           | 00            | 00              |

## منظمات دولية مشتركة
يشترك البلدان في عضوية مجموعة من المنظمات الدولية، منها:
| علم المنظمة | اسم المنظمة                                                          | تاريخ انضمام جامايكا | تاريخ انضمام كولومبيا |
| ----------- | -------------------------------------------------------------------- | -------------------- | --------------------- |
|             | يونسكو                                                               | 7 نوفمبر 1962        | 31 أكتوبر 1947        |
|             | وكالة ضمان الاستثمار متعدد الأطراف                                   | 12 أبريل 1988        | 30 نوفمبر 1995        |
|             | الأمم المتحدة                                                        | 18 سبتمبر 1962       | 5 نوفمبر 1945         |
|             | وكالة حظر الأسلحة النووية في أمريكا اللاتينية ومنطقة البحر الكاريبي ‏ | ?                    | ?                     |
|             | الاتحاد البريدي العالمي                                              | ?                    | ?                     |
|             | البنك الدولي للإنشاء والتعمير                                        | 21 فبراير 1963       | 24 ديسمبر 1946        |
|             | المنظمة الهيدروغرافية الدولية                                        | ?                    | ?                     |
|             | بنك التنمية الكاريبي ‏                                                | ?                    | ?                     |
|             | الاتحاد الدولي للاتصالات                                             | 18 فبراير 1963       | 25 أغسطس 1914         |
|             | منظمة حظر الأسلحة الكيميائية                                         | ?                    | ?                     |
|             | مؤسسة التمويل الدولية                                                | 31 مارس 1964         | 20 يوليو 1956         |
|             | المركز الدولي لتسوية المنازعات الاستشارية                            | 14 أكتوبر 1966       | 14 أغسطس 1997         |
|             | منظمة التجارة العالمية                                               | ?                    | ?                     |
|             | منظمة الشرطة الجنائية الدولية                                        | ?                    | ?                     |

## وصلات خارجية
- موقع وزارة الخارجية الجامايكية